# Stara Huta (osada w województwie dolnośląskim)
Stara Huta – osada w Polsce położona w województwie dolnośląskim, w powiecie milickim, w gminie Krośnice.
W latach 1975–1998 miejscowość administracyjnie należała do województwa wrocławskiego.